# Lindgomyces cinctospora
Lindgomyces cinctospora är en svampart som beskrevs av Raja, A.N. Mill. & Shearer 2010. Lindgomyces cinctospora ingår i släktet Lindgomyces och familjen Lindgomycetaceae.   Inga underarter finns listade i Catalogue of Life.